# Нисуонер, Рон
Рональд Л. Нисуонер (англ. Ronald L. Nyswaner; род. 5 октября 1956) — американский кинорежиссёр, сценарист и продюсер.

## Биография
Рон Нисуонер родился в Кларксвилле, Пенсильвании.

## Карьера
Нисуонер написал свой первый сценарий для фильма Сьюзен Зейделман «Осколки». После двух заметных сценариев к фильмам «Дополнительная смена» и «Миссис Соффел», его режиссёрским дебютом стал фильм «Принц Пенсильвании» в 1988 году, где главные роли исполнили Киану Ривз и Фред Уорд.
Нисуонер, который является открытым геем и активистом за права геев, часто работал над фильмами с темами гомосексуализма, гомофобии и СПИДа. Примерами являются документальный фильм «Целлулоидный шкаф» и телевизионная драма «Солдатская девушка», об убийстве рядового Бэрри Уинчелла. В 1993 году, он получил широкую известность за сценарий Оскароносного фильма «Филадельфия» режиссёра Джонатана Демми. Фильм принёс ему номинации на премии «Оскар», «Золотой глобус» и BAFTA.
После нескольких лет работы на телевидении, он написал сценарий к фильму 2006 года «Разрисованная вуаль», который основан на романе У. Сомерсета Моэма. Он получил номинацию на премию «Независимый дух» и получил премию Национального совета кинокритиков в 2006 году.
В 2004 году, он опубликовал книгу «Голубые дни, чёрные ночи: Мемуары», которая отмечает его отношения с алкоголем, наркотиками и ловкачами.

## Фильмография

### Режиссёр
- 1988 — Принц Пенсильвании / The Prince of Pennsylvania
- 2012 — Си-бемоль-кокос / Why Stop Now?

### Сценарист
- 1982 — Осколки / Smithereens (и сюжет)
- 1984 — Дополнительная смена / Swing Shift
- 1984 — Миссис Соффел / Mrs. Soffel
- 1988 — Принц Пенсильвании / The Prince of Pennsylvania
- 1989 — Курс анатомии / Gross Anatomy
- 1990 — Чужая свадьба / Love Hurts
- 1993 — Филадельфия / Philadelphia
- 2003 — Солдатская девушка / Soldier's Girl
- 2006 — Разрисованная вуаль / The Painted Veil
- 2011 — Родина / Homeland
- 2012 — Си-бемоль-кокос / Why Stop Now? (и короткометражка)
- 2014 — Рэй Донован / Ray Donovan
- 2015 — Всё, что у меня есть / Freeheld

### Продюсер
- 1997 — Звёздные карты / Star Maps (сопродюсер)
- 2003 — Солдатская девушка / Soldier's Girl (сопродюсер)
- 2006 — Разрисованная вуаль / The Painted Veil (исполнительный продюсер)
- 2011 — Родина / Homeland (исполнительный сопродюсер (12 эпизодов, 2015)
- 2012 — Си-бемоль-кокос / Why Stop Now?
- 2014 — Рэй Донован / Ray Donovan (исполнительный сопродюсер / продюсер-консультант (13 эпизодов, 2013-2014)

## Документальные фильмы
- 1996 — Целлулоидный шкаф / The Celluloid Closet